# Stanisław Szczepaniak (polityk)
Stanisław Szczepaniak (ur. 7 marca 1919 w Kulikowie, zm. 19 listopada 1985) – polski technik elektronik, poseł na Sejm PRL VI kadencji.

## Życiorys
W 1940 podjął pracę na kolei przy urządzeniach łączności. Po II wojnie światowej został pomocnikiem montera w Polskich Kolejach Państwowych w Zamościu. W 1947 został absolwentem szkoły podstawowej, w 1955 Liceum Ogólnokształcącego dla Pracujących w Zamościu, a w 1970 Zaocznego Technikum Łączności w Lublinie. Awansowano potem go na funkcję montera technika.
Od 1956 należał do Polskiej Zjednoczonej Partii Robotniczej. Był też działaczem związków zawodowych. Zasiadał w Komitecie Zakładowym PZPR, a w swoim zakładzie pracy pełnił funkcję sekretarza do spraw ekonomicznych. Był również członkiem Wojewódzkiej Rady Narodowej oraz ławnikiem sądu powiatowego. W 1972 uzyskał mandat posła na Sejm PRL w okręgu Zamość. Zasiadał w Komisji Komunikacji i Łączności oraz w Komisji Nauki i Postępu Technicznego.
Został pochowany na cmentarzu katedralnym w Zamościu.

## Odznaczenia
- Srebrny Krzyż Zasługi
- Medal 10-lecia Polski Ludowej